# Bestemming Nederland
Bestemming Nederland was een televisieprogramma van de Nederlandse commerciële omroep RTL 4.
In het programma gaan presentatoren Cynthia Abma en Koert-Jan de Bruijn elke aflevering naar een andere plaats binnen Nederland (één aflevering ging over de Belgische stad Gent) om kijkers ideeën en tips te bieden voor het maken van uitstapjes. Een van de presentatoren wordt door een lokale inwoner door het gebied geleid. De andere presentator gaat met vakantiegangers op stap in het gebied. Het programma werd uitgezonden tussen 2003 en 2008.
Omdat Bestemming Nederland werd gesponsord door Landal Greenparks en Batavus, gaan de presentatoren vaak op stap met de fiets en overnachten ze in bungalows.
Het televisieprogramma werd geproduceerd door IdtV/Cumulus in samenwerking met Nederlands Bureau voor Toerisme & Congressen.

## Presentatie
- Mariska van Kolck (2003-2008)
- Stella Gommans (2003-2008)
- Joris Lutz (2003-2004)
- Eric Bouwman (2006-2007)
- Cynthia Abma (2008)
- Koert-Jan de Bruijn (2008)